# The Ultimate Fighter: Team Couture vs. Team Liddell Finale
The Ultimate Fighter: Team Couture vs. Team Liddell Finale foi um evento de artes marciais mistas promovido pelo Ultimate Fighting Championship, ocorrido em 9 de abril de 2005 no Cox Pavilion em Paradise, Nevada. O destaque do evento foram as finais do The Ultimate Fighter 1 no peso Médio e Meio-Pesado.
O evento principal foi entre Rich Franklin e Ken Shamrock, mas a luta mais impressionante foi a luta entre Forrest Griffin e Stephan Bonnar.

## Resultados
Nota 1 Final do TUF 1 no peso-meio-pesado.

Nota 2 Final do TUF 1 no peso-médio.